# Gymnoscelis homogona
Gymnoscelis homogona är en fjärilsart som beskrevs av Turner 1907. Gymnoscelis homogona ingår i släktet Gymnoscelis och familjen mätare. Inga underarter finns listade i Catalogue of Life.